# Birmania ai Giochi della XX Olimpiade
La Birmania partecipò ai Giochi della XX Olimpiade che si sono svolti a Monaco di Baviera dal 26 agosto all'11 settembre 1972, con una delegazione di 18 atleti impegnati in 4 discipline. Per la Birmania si tratta della partecipazione più numerosa a un evento olimpico. Il portabandiera fu il calciatore Win Maung. Non fu conquistata nessuna medaglia.